# Konstandinos Khalkiàs
Konstandinos Khalkiàs (grec: Κώστας Χαλκιάς)  (Larisa, 30 de maig de 1974) és un exfutbolista grec.